# Резолюция Совета Безопасности ООН 195
Резолюция 195 Совета Безопасности ООН была принята 9 октября 1964 года. Рассмотрев заявку Малави о вступлении в ООН, совбез рекомендовал генеральной ассамблее принять Малави.
Резолюция была принята единогласно всеми членами совбеза.

## Внешние ссылки
- Тексты по теме Резолюция Совета Безопасности ООН 195 в Викитеке